# Rosetta (sonda)
Rosetta byla sonda Evropské kosmické agentury určená pro průzkum jádra komety 67P/Čurjumov-Gerasimenko. Společně s přistávacím modulem Philae odstartovala 2. března 2004 a během své cesty k cíli mise absolvovala několik průletů kolem Země, Marsu a planetek (2867) Šteins a (21) Lutetia.
Dne 6. srpna 2014 dorazila Rosetta ke kometě 67P/Čurjumov-Gerasimenko a vstoupila na její oběžnou dráhu. Stala se tak prvním lidským tělesem, které obíhalo kometu. Dne 12. listopadu 2014 vypustila přistávací pouzdro Philae, které přistálo na kometárním jádře. Baterie modulu se ale o dva dny později vybily. Komunikace s pouzdrem Philae byla chvilkově obnovena v létě 2015, ale kvůli snižujícímu se množství solární energii byla ukončena v červenci 2015. Mise Rosetty byla ukončena dne 30. září 2016 řízeným dopadem na povrch jádra komety.
Sonda byla pojmenována podle Rosettské desky, přistávací modul získal své jméno podle obelisku z Philae.

## Popis tělesa
Sonda měla přibližně tvar kvádru o rozměrech 2,8×2,1×2,0 metru. Od spodní části až ke středu tělesa procházela vertikální válcová šachta motorového úseku o průměru 1,194 m vyrobená z hliníku a vyztužená prstenci. Elektrickou energii jí dodávala dvojice solárních panelů s rozpětím 32 metrů. Množství energie, které dodávaly sondě, se měnila v závislosti na její vzdálenosti od Slunce. V aféliu to bylo 400 W, ve vzdálenosti 3,4 AU potom 850 W. Kromě solárních panelů měla i čtyři akumulátorové baterie.
Sonda byla složena ze dvou základních bloků: modulu užitečného zatížení PSM (Payload Support Module), který obsahoval vědecké přístroje, a služebního modulu BSM (Bus Support Module) se systémy zabezpečujícími provoz sondy. Na jednom boku byla namontována natáčecí anténa a z druhé strany je upevněn přistávací modul Philae. Panel s vědeckými přístroji byl neustále namířen na kometu, zatímco solární panely byly otočeny ke Slunci. Sonda musela odolávat velkým tepelným rozdílům souvisejících s její proměnnou vzdáleností od Slunce. Z tohoto důvodu byla vybavena i ohřívacími tělesy.
Sonda měla též motorový úsek, který jí umožňoval vykonávat potřebné manévry. Palivo pro motor se nacházelo ve dvou nádržích, přičemž každá měla objem 1106 litrů. K motorové jednotce patřily i čtyři 35litrové nádrže se stlačeným plynem. Orientace byla udržována sérií 24 motorků, každý s tahem 10 N.
Povely na sondu byly vysílány v pásmu S, v opačném směru vysílání probíhalo v pásmech S a X.

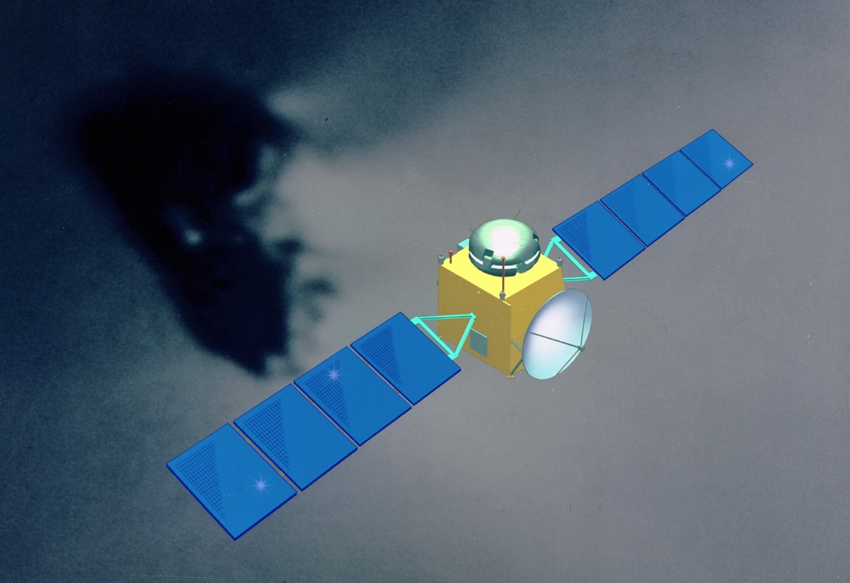
Kresba sondy Rosetta v blízkosti jejího cíle, komety 67P/Čurjumov-Gerasimenko

### Vědecké přístroje
- zobrazovací systém OSIRIS (Optical, Spectroscopic and Infrared Remote Imaging System)
- Širokoúhlá kamera (WAC – Wide Angle Camera)
- Úzkoúhlá kamera (NAC – Narrow Angle Camera)
- ultrafialový spektrometr ALICE (UV Spectrometer)
- VIRTIS (Visible and IR Mapping Spectroscopy)
- mikrovlnný spektrometr MIRO (Microwave Instrument)
- plynový a hmotový spektrograf ROSINA (Rosetta Orbiter Spectrometer for Ion and Neutral Analysis)
- prachový hmotnostní spektrometr COSIMA (Cometary Secondary Ion Mass Analyzer)
- přístroj pro částicovou morfologii MIDAS (Micro Imaging Dust Analysis Systém)
- rádiový spektrometr CONSERT (Comet Nucleus Sounding Experiment)
- detektor a analyzátor prachových částic GIADA (Grain Impact Analyser and Dust Accumulator)
- elektrostatický analyzátor IES (Ion and Electron Senzor)
- plynový chromatograf a hmotový spektrometr – experiment MODULUS Berenice (Methods of determining and Understanding Light elements from Unequivocal Stable isotope compositions)
- RSS (Radio Science Investigation)
- přístroj na detailní studium plazmatu LAP (Langmuir Probe)
- magnetometr MAG (Fluxgate Magnetometer)
- analyzátor plazmatu ICA (Ion Composition Analyser)
- impedanční sonda MIP (Mutual Impedance Probe)

## Stručný harmonogram

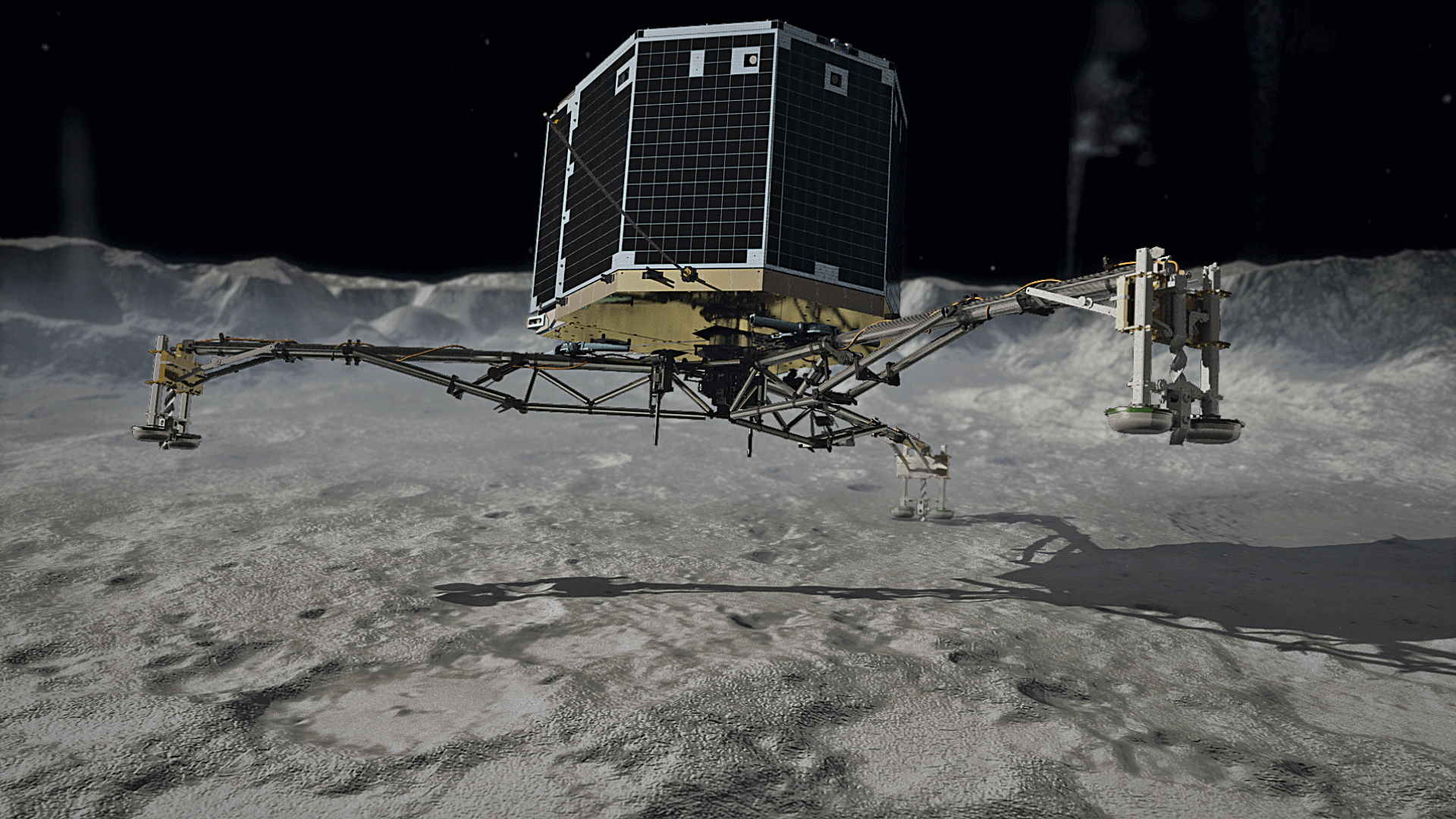
Umělecká představa přistání modulu Philae

- 2. března 2004 – start z Guyanského kosmického centra
- 4. března 2005 – první průlet kolem Země
- 25. února 2007 – průlet kolem Marsu
- 13. listopadu 2007 – druhý průlet kolem Země
- 5. září 2008 – průlet kolem planetky (2867) Šteins
- listopad 2009 – třetí průlet kolem Země
- 10. července 2010 – průlet kolem planetky (21) Lutetia
- květen 2011 – leden 2014 – hibernace sondy
- leden–květen 2014 – přiblížení ke kometě
- srpen 2014 – mapování povrchu / průzkum komety
- listopad 2014 – přistání pouzdra Philae na kometě
- listopad 2014 – září 2016 – doprovázení komety na dráze kolem Slunce

## Přípravy na start
Původním cílem sondy byla kometa 46P/Wirtanen. Start se měl uskutečnit v lednu 2003, ale měsíc před plánovaným startem došlo k havárii rakety Ariane 5, stejné nosné rakety, která měla vynést do vesmíru i Rosettu. Start sondy byl proto pozastaven do vyšetření příčin havárie. Po skončení vyšetřování však už kometa a Země nebyly ve vzájemně vhodné poloze, proto se v květnu 2003 přistoupilo k náhradnímu řešení a cíl byl změněn na kometu 67P/Čurjumov-Gerasimenko. U ní bylo v roce 2014 objeveno, že by se mohlo jednat nikoliv o kometu tvořenou jedním tělesem, ale dvěma tělesy úzce spjatými gravitací k sobě.
Dne 3. prosince 2003 byly ukončeny přípravy sondy ke startu. Dne 27. ledna 2004 bylo zahájeno plnění sondy pohonnými látkami a 10. února byl na sondu umístěn adaptér ACU (Adapteur de Charge Utile), který ji spojoval s nosnou raketou. Dne 16. února byla sonda připevněna na nosnou raketu. Dne 24. února byla připravená nosná raketa i s jejím nákladem odvezena z montážní budovy na místo startu. První pokus o start 26. února byl odvolán 20 minut před zážehem motorů rakety kvůli špatnému počasí na kosmodromu. Také druhý pokus o start následujícího dne byl odvolán. Sonda nakonec úspěšně odstartovala 2. března 2004 v čase 07:17:44 UTC.

## Průběh letu
V čase 2 minuty 30 sekund po startu byly odhozeny pomocné rakety, 10 minut 30 sekund po startu svoji činnost ukončil první stupeň rakety a oddělil se od komplexu. Sonda byla na vyčkávací dráze až do 09:14:29 UTC, kdy se zapálil druhý stupeň rakety a postupně zvýšil rychlost až nad druhou kosmickou rychlost. V čase 09:32:36 UTC se sonda oddělila od nosné rakety a stále se vzdalovala od Země. V čase 09:34 UTC sonda opět navázala spojení se sledovací stanicí v Kourou, která zkontrolovala její stav. V čase 09:37 UTC řízení sondy převzalo Evropské středisko kosmických operací. Dne 5. března sonda opustila sféru gravitačního vlivu Země.
Cesta ke kometě byla složitější, než předpokládal původní letový plán. Po startu se sonda nacházela na heliocentrické dráze v blízkosti oběžné dráhy Země. Po roce samostatného letu se přiblížila k Zemi, jejíž gravitační pole změnilo dráhu sondy a umožnilo v únoru 2007 její přiblížení k Marsu. Během letu k Marsu sledoval ultrafialový spektrometr sondy kometu 9P/Tempel v průběhu zásahu projektilem vystřeleným sondou Deep Impact. V roce 2006 udělal kamerový systém OSIRIS celkem 283 snímků planetky (2867) Šteins, díky nimž bylo možno upřesnit dobu rotace planetky (6,052 ± 0,007 hodiny).
Dne 24. února 2007, během přibližování k Marsu, zahájila sonda sledování planety. Následujícího dne se sonda dostala do rádiového zákrytu Marsu (planeta zastínila její rádiové spojení se Zemí) a v čase 02:15 UTC přeletěla ve výšce 250 km pericentrem Marsu. Gravitační manévr u Marsu opět výrazně změnil dráhu sondy, čímž umožnil její druhý přelet okolo Země. Při vzdalování sondy od Marsu přístroje opět sledovaly planetu a její měsíc Phobos.
Dne 13. listopadu se uskutečnil druhý přelet a gravitační manévr u Země. Rosetta minula Zemi ve vzdálenosti 5301 km od jejího povrchu. Koncem března 2008 byly systémy sondy uvedeny do hibernace, ze které se sonda probudila koncem července 2008. Dne 4. srpna se začalo navigační snímkování planetky 2867 Šteins. První snímky planetky zhotovila ze vzdálenosti 24 milionů km, k největšímu přiblížení došlo 5. září 2008. Sonda proletěla kolem planetky ve vzdálenosti 800 kilometrů rychlostí 8,6 km/s.
V roce 2011 byla sonda opět uvedena do klidového stavu. V lednu 2014 byla z hibernace opět probuzena.
Počátkem srpna 2014 se sonda dostala na oběžnou dráhu komety.

### Vypuštění modulu Philae
Přistání modulu Philae na kometě bylo Evropskou vesmírnou agenturou potvrzeno 12. listopadu 2014 v 16:03 UTC. Představitelé ESA na následující tiskové konferenci oznámili, že se nejspíše nepodařilo vystřelit harpuny, které měly udržet modul na povrchu komety. Následně vyšlo najevo, že modul na povrchu ještě dvakrát poskočil a poté dopadl na okraj terénní nerovnosti. Přestože na modul nedopadal dostatek slunečního světla, podařilo se provést většinu experimentů, které byly naplánovány v první fázi práce Philae na kometě. Při posledním spojení s modulem, které nastalo v noci ze 14. na 15. listopadu, jej operátoři pootočili, aby na něj dopadalo o něco více slunečního světla a uvedli jej do stavu hibernace. Přestože plné obnovení vědecké funkčnosti modulu bylo extrémně nepravděpodobné, vědci doufali, že by se s nimi mohl Philae spojit poté, co se kometa dostatečně přiblíží ke Slunci. Dne 13. června 2015 v 20:28 UTC obnovil modul spojení se Zemí, to bylo v následujících týdnech několikrát zopakováno. Dne 27. července 2016 byla komunikace s modulem Philae kvůli úspoře docházející energie na Rosettě odpojena.

### Zánik sondy
Dne 30. září 2016 zakončila sonda Rosetta svojí misi řízeným přiblížením k povrchu komety 67P/Čurjumov-Gerasimenko a konečným dopadem. Během sestupu pořizovala a odesílala vědecká data, včetně analýzy plynů nebo fotografii ve vysokém rozlišení.